# Irlanda en los Juegos Olímpicos de Pekín 2008
Irlanda estuvo representada en los Juegos Olímpicos de Pekín 2008 por un total de 55 deportistas que compitieron en 12 deportes.  
La portadora de la bandera en la ceremonia de apertura fue la regatista Ciara Peelo.

## Medallistas
El equipo olímpico irlandés obtuvo las siguientes medallas:
| Nombre            | Deporte | Competición          |
| ----------------- | ------- | -------------------- |
| Oro               |         |                      |
| —                 |         |                      |
| Plata             |         |                      |
| Kenneth Egan      | Boxeo   | Semipesado (81 kg) M |
| Bronce            |         |                      |
| Darren Sutherland | Boxeo   | Medio (75 kg) M      |
| Patrick Barnes    | Boxeo   | Minimosca (48 kg) M  |